# Dymasius angustatus
Dymasius angustatus es una especie de escarabajo del género Dymasius, familia Cerambycidae. Fue descrita científicamente por Pic en 1925.
Habita en India. Los machos y las hembras miden aproximadamente 10-12 mm. El período de vuelo de esta especie ocurre en el mes de abril.